# Swiss National Supercomputing Centre

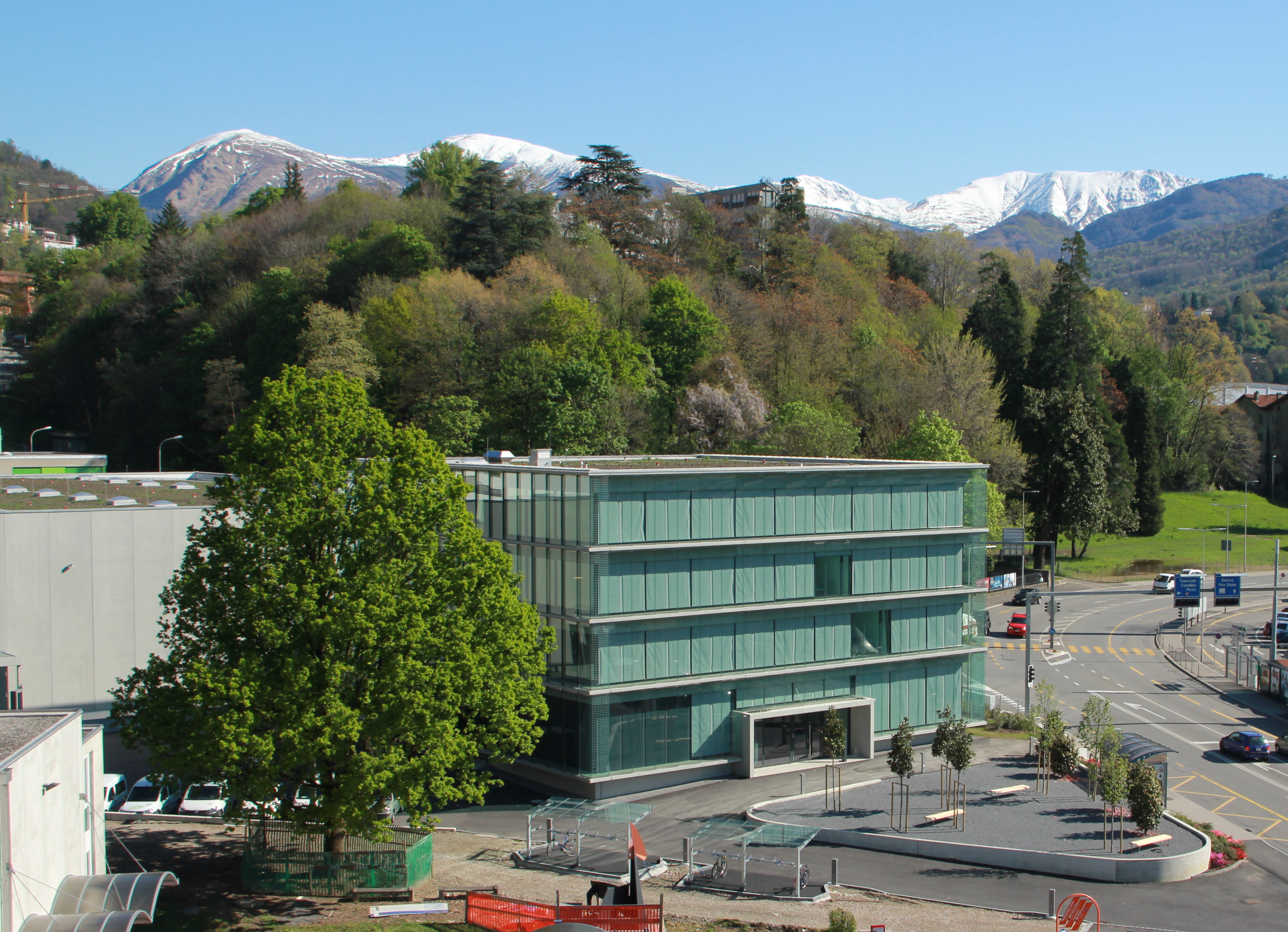
Kantoren (rechts) en computerhal (links) van het CSCS in Lugano.

Het Swiss National Supercomputing Centre (CSCS) is het Zwitserse nationale rekencentrum, dat supercomputer-faciliteiten biedt voor onderzoeksdoeleinden in heel Zwitserland. De Engelstalige naam is de officiële naam van het instituut. Daarnaast wordt de afkorting CSCS gevoerd, die staat voor (it) Centro Svizzero di Calcolo Scientifico.
Het CSCS is te vergelijken met nationale rekencentra in andere landen, zoals SARA in Nederland en GENCI in Frankrijk. Grotere landen hebben meerdere, regionale rekencentra.
Het CSCS is een zelfstandig onderdeel van de Technische Hogeschool Zürich en is gevestigd in Lugano.